# Henri Proglio
Henri Proglio, né le 29 juin 1949 à Antibes, est un dirigeant d'entreprise français. Il a exercé les fonctions de président-directeur général de Veolia de 2002 à 2010, et d'EDF de 2009 à 2014.

## Biographie

### Famille
Henri Proglio est né le 29 juin 1949 à Antibes. Il est issu d'une famille piémontaise arrivée en France au début du XXe siècle. Son père, Richard Proglio, était commerçant en fruits et légumes à Antibes.
Son frère jumeau René Proglio était directeur général d'une filiale française de la banque d'affaires américaine Morgan Stanley depuis 2004 et président de Morgan Stanley France depuis 2009.
Après un premier mariage en l'église Notre-Dame d'Auteuil avec une avocate, qui demande le divorce au bout de deux ans, il épouse Fabienne Mestre, avec qui il a eu deux filles. Elle meurt en 2007.
Il épouse la comédienne franco-marocaine Rachida Khalil le 9 mars 2013 à la mairie de Saint-Cloud. Il divorce quelques années plus tard.
Henri Proglio a été en couple avec Rachida Dati. Selon Libération, Rachida Dati a bénéficié durant plusieurs années « d’un fastueux appartement dans le VIe arrondissement de Paris, le tout aux frais de Henri Proglio. ».

### Formation
Après une classe préparatoire au lycée Masséna à Nice, il entre, en 1968, à l'École des hautes études commerciales de Paris (HEC Paris) dont il sort diplômé en 1971, et effectue son service militaire dans les renseignements.
Il anime avec Philippe Milliau l'antenne du GRECE à HEC, puis, proche d'Yvan Blot, participe aux premières réunions du Club de l'horloge.

## Veolia Environnement
Il entre en 1972 à la Compagnie générale des eaux, aujourd'hui Veolia Environnement. En 1990 il est nommé président-directeur général de la CGEA, filiale spécialisée dans la gestion des déchets et des transports. En 2000, il prend la tête de Vivendi Environnement, le pôle environnement de la Générale des eaux (devenue Vivendi) alors dirigée par Jean-Marie Messier. À la suite du départ de Jean-Marie Messier en 2002, Vivendi Environnement devient Veolia Environnement et Henri Proglio en devient le président-directeur général.
En octobre 2012, Henri Proglio démissionne du conseil d’administration de Veolia Environnement et demande à ce qu'EDF, qui détient une participation de 4 % du capital de Veolia, puisse obtenir un poste d’administrateur.

## Électricité de France
Avec l'appui de la ministre Christine Lagarde, Henri Proglio prend la succession de Pierre Gadonneix à la tête du groupe EDF le 25 novembre 2009, tout en restant président non exécutif de Veolia.
Il arrive à la direction d'EDF réalisant un chiffre d’affaires de l'ordre de  90 milliards d'euros, 
« Au début du XXIe siècle, EDF est exportateur d’énergie, avec une électricité la moins chère d’Europe (deux fois et demi moins cher que l’Allemagne), un contrat de service public qui fait référence dans le monde et elle donne à la France un atout formidable en matière de gaz à effet de serre ».
Il affirme qu'EDF « a vocation à coordonner la filière nucléaire » française et souhaite bâtir une « équipe de France du nucléaire ».
Le 21 février 2011, à l'occasion du Conseil de politique nucléaire, il est nommé vice-président du Comité stratégique de l'énergie nucléaire, présidé par le ministre de l’Énergie Éric Besson.
Le 4 juin 2012, il est nommé président du groupe italien d'énergie Edison après la prise de direction de l'électricien italien par EDF.
En juin 2012, le gouvernement français annonce sa décision de limiter à 450 000 euros par an les salaires des dirigeants d'entreprises dans lesquelles l'État possède la majorité du capital. Henri Proglio sera le plus touché des dirigeants publics, alors que  les salaires d'une trentaine de ses collaborateurs sont supérieurs au seuil fatidique et ne seront pas immédiatement modifiables. Cette limitation n'affecte cependant pas d'autres sources de rémunération, comme ses jetons de présence au conseil d'administration d'autres sociétés.
En 2013, Henri Proglio justifie les transferts de technologie nucléaire à la Chine pour des raisons commerciales. Il assure néanmoins qu'EDF n'a pas transmis à la Chine de savoir-faire qui permette aux spécialistes du nucléaire de ce pays de le devancer. « En Chine, nous avons transféré la technologie nucléaire, ils ne l'avaient pas, et si un parc nucléaire existe en Chine, c'est quand même grâce à EDF ». Cette approche ayant mené à un cavalier seul d'EDF en concurrence avec Areva et sans aval du gouvernement a été l'objet d'une enquête de l'IGF.
Il quitte ses fonctions de PDG d'EDF en 2014, remplacé par Jean-Bernard Lévy, ancien patron de Thales. Il devient président non-exécutif du conseil d'administration du groupe Thales en décembre 2014. En 2015, il renonce à prendre la présidence du conseil d’administration de Thales.
Le 13 décembre 2022, Henri Proglio est entendu par la Commission d’enquête de l’Assemblée nationale visant à établir les raisons de la perte de souveraineté et d’indépendance énergétique de la France. Il y dénonce la mise en concurrence artificielle d'EDF avec des opérateurs tiers qui n’ont aucune obligation de production électrique, permise par la « loi NOME (Nouvelle Organisation du Marché de l’Électricité) qui consiste à imposer à EDF la vente à prix cassé, puisque inférieur au coût de revient, de 25 % de sa production électronucléaire à ses propres concurrents pour qu’ils puissent vendre leur énergie aux clients d’EDF ». et le marché européen de l'énergie électrique qui entraîne « un prix de marché qui a été indexé sur le prix du gaz ».

## Controverses

### L'affaire Maureen Kearney
La direction d'EDF par Henri Proglio est entachée par la rivalité entre EDF et Areva sur le marché chinois, dans une désorganisation qui met en danger la propriété intellectuelle du second. Ce danger est dénoncé par le comité de groupe européen d'Areva. Les syndicats tentent d'alerter les politiques puis la presse révèle un contrat secret avec l'électricien chinois, CGNPC (China General Nuclear Power Corporation). En octobre 2012, Le Canard Enchaîné affirme qu'Henri Proglio « aurait même essayé de faire signer discrètement cet accord avant les élections présidentielles », le journal faisant référence à une note de l'APE (l'Agence des participations de l'Etat), intitulée « alerte relative à un projet d'accord de coopération entre EDF et CGNPC »,. La presse se demande alors s'il a agi dans le dos de l’État « en contournant son partenaire Areva ». Maureen Kearney, secrétaire du comité de groupe européen d'Areva, saisit son réseau politique et médiatique, exprimant « l’inquiétude des salariés d’Areva d’être sacrifiés sur l’autel de la coopération internationale et des ambitions d’EDF » puis subit plusieurs intimidations.
Le 17 décembre 2012, Maureen Kearney est retrouvée, « bâillonnée et ligotée » sur une chaise, un bonnet sur les yeux, un « A » gravé sur son ventre et le manche d'un couteau de cuisine enfoncé dans le vagin. Aux yeux des médias, cela devient l'affaire Maureen Kearney et défraie la chronique. Elle porte plainte, mais quelques semaines après elle est accusée d'affabulation par les enquêteurs, qui tentent sans succès de faire avouer à la femme de ménage « qu'elle l'avait aidée à monter de toutes pièces son agression », puis rédigent un avis de classement de l'enquête dès le 5 février 2013. Dix mois après son viol, la juge d'instruction refuse toujours d'auditionner Maureen Kearney, malgré l'insistance de son avocat Thibault de Montbrial, qui demande alors au président de la chambre d'instruction de la cour d'appel de Versailles de saisir un autre juge, mais sans l'obtenir.  
Elle est condamnée en 2017 à cinq mois de prison avec sursis et 5 000 euros d'amende. Maureen Kearney gagne ensuite en appel en novembre 2018 grâce à de nouveaux avocats et au soutien de son syndicat,. 
La Syndicaliste, livre enquête de la journaliste Caroline Michel-Aguirre, responsable de la cellule investigation de L'Obs inspire ensuite le film La Syndicaliste, sorti en mars 2023, qui raconte l'affaire. Le livre, qui évoque l’intermédiaire Alexandre Djouhri et d'autres acteurs de la Sarkozie, fait le rapport entre cette agression et une autre survenue en juin 2006, où « la femme d'un cadre de Veolia avait été retrouvée violée et tailladée au ventre dans son pavillon de banlieue, alors que son mari était en conflit ouvert avec sa direction ». Or, à cette époque la direction de Veolia était assurée par Henri Proglio. Cette agression n'avait là aussi, laissé aucune trace, et la victime avait été aussi soupçonnée d'avoir tout inventé.

### Rémunération
Alors qu'il doit cumuler son salaire de 1,6 million d'euros comme PDG d'EDF et une rémunération annuelle de 450 000 € pour assurer la présidence du conseil d'administration de Veolia Environnement, il est contraint d'abandonner ce second revenu sous la pression médiatique et politique, en précisant que sa fonction chez Veolia est « non exécutive ». Il est aussi président des conseils d'administration d'EDF Energy Holdings et de Transalpina di Energia, ainsi que président de la fondation EDF Diversiterre.
En février 2015, sa rémunération fait à nouveau polémique alors qu'il demande un salaire annuel fixe de 400 000 € par an au cas où il serait nommé président du conseil d'administration de Thales, l'État lui proposant une rémunération de 140 000 € par an.
Il touche une retraite chapeau de 720 000 € par an de Veolia.

### Financement des activités de son épouse
Visé par une enquête ouverte par le parquet de Paris en 2014 pour trafic d'influence, Henri Proglio reconnaît que l'entreprise a versé 60 000 euros à sa femme Rachida Khalil en 2012 par l'intermédiaire d'une association Electra proche d’EDF. Henri Proglio précise avoir « remboursé l’argent versé à [s]a femme » et prétend n'avoir jamais fait pression sur EDF ou ses fournisseurs pour financer des spectacles de son épouse .

### Affaires avec la Russie
Henri Proglio est entré au conseil d'administration des projets internationaux de Rosatom. Il justifie la signature d'n accord de 2010 entre l'entreprise russe et EDF, qu'il dirige, car Rosatom est alors le principal client des turbines Arabelle, utilisées dans les centrales nucléaires russes. EDF signe par la suite, sous sa présidence, plusieurs autres accord de coopération avec des entreprises russes. En mars 2022, après l'invasion de l'Ukraine par la Russie, Henri Proglio fait savoir qu'il ne renonce pas à siéger au conseil consultatif international du groupe russe Rosatom, arguant pour sa défense qu'il n'est « ni un homme politique comme François Fillon, ni un administrateur comme il l’était jusqu’à récemment »,. Le journal français Les Échos considère qu'il « s'accroche à ses mandats russes », comme Gerhard Schröder, président du conseil d'administration de Rosneft, et du comité d'actionnaires de Nord Stream 2.
Après son départ d'EDF, il intègre le conseil d'administration de Thales. Emmanuel Macron, alors ministre de l'économie, fait pression pour qu'il coupe ses liens avec la Russie. Henri Proglio effectue l'inverse, en démissionnant de son poste à Thalès en 2015.
Il possède trois sociétés de conseil immatriculées en Russie. Elles ont généré plus de 633 millions de roubles (7 millions d'euros) entre 2022 et 2025. 
Il est également membre du conseil d'administration de la société russe ABR Management depuis au moins novembre 2013. Créée en 2011 avec la participation de proches collaborateurs de Poutine, elle est considéré comme une « caisse noire du Kremlin ». Cette entreprise est soumise à des sanctions américaines depuis 2016.
Henri Proglio est administrateur indépendant de Dassault Aviation et préside son comité d'audit. D'après le journal The Insider, cette situation le place en situation de conflit d'intérêts, puisque la France fournit à l'Ukraine des armes produites par Dassault et Thales.

## Autres activités
Il est considéré comme un proche des présidents Jacques Chirac et Nicolas Sarkozy, mais également de Dominique Strauss-Kahn avec qui il a fait ses études.
- Président des conseils d'administration d'EDF Energy Holdings et de Transalpina di Energia[33].
- Président de la Fondation d'entreprise EDF[33].
- Président de l’association Electra[33].
- Membre du conseil d'administration d'Edison[41].
- Membre du conseil d'administration d'EDF International[41].
- Membre du conseil de surveillance de Veolia Eau[33].
- Membre du conseil d'administration de Veolia Environnement et de Veolia Propreté[42].
- Membre du conseil d'administration de CNP Assurances[43] dont il préside le comité des rémunérations et des nominations.
- Membre du conseil d'administration de Dassault Aviation[44], dont il préside le comité d'audit[37].
- Membre du conseil d'administration de Natixis[45].
- Membre du conseil d'administration de Fomento de Construcciones y Contratas[46].
- Membre du conseil d'administration de Fondation européenne pour les énergies de demain[47].
- Membre du Haut Comité pour la transparence et l’information sur la sécurité nucléaire[48].
- Membre du Comité national des secteurs d'activités d'importance vitale[49].
- Membre du conseil d’administration d’Akkuyu Nuclear JSC et de Fennovoima Ltd, deux entreprises dont Rosatom est le principal actionnaire[50].
- Membre du conseil d'orientation de l'Institut de l'entreprise[51]
- Président du conseil d'établissement du groupe HEC depuis 2005[52].

## Convictions
Proglio estime que l'industrie nucléaire française doit être relancée mais que la filière EPR n'a pas d'avenir. Pour lui, la durée de vie du parc nucléaire français doit être prolongée de 20 ans. Il plaide pour la collaboration avec les Russes, notamment pour la fabrication de petits réacteurs modulaires. 
Malgré l'invasion de l'Ukraine par la Russie en 2022, il assure qu’il ne quittera pas ses fonctions au sein de Rosatom, géant public russe du secteur nucléaire.
Il est hostile au projet Hercule de déstructuration d'EDF,.
Il est décrit comme « fidèle en amitié, il a aussi la rancune tenace ». Il est proche  d'Alexandre Djouhri.

## Distinctions
- Commandeur de la Légion d'honneur le 31 décembre 2014, après avoir été d'abord chevalier le 11 juillet 1997 au titre du ministère de l'Industrie pour ses « 26 ans d'activités professionnelles et de services militaires »[56] puis promu officier le 31 décembre 2005[57].
- Commandeur de l'ordre national du Mérite le 13 novembre 2009, après avoir été chevalier le 8 septembre 1987 puis promu officier le 14 novembre 2001[58].

## Filmographie
- Henri Proglio est intervenant dans le film documentaire Éoliennes : du rêve aux réalités.